# Trachyspina
Trachyspina là một chi nhện trong họ Trochanteriidae.